# Jeremy Renner

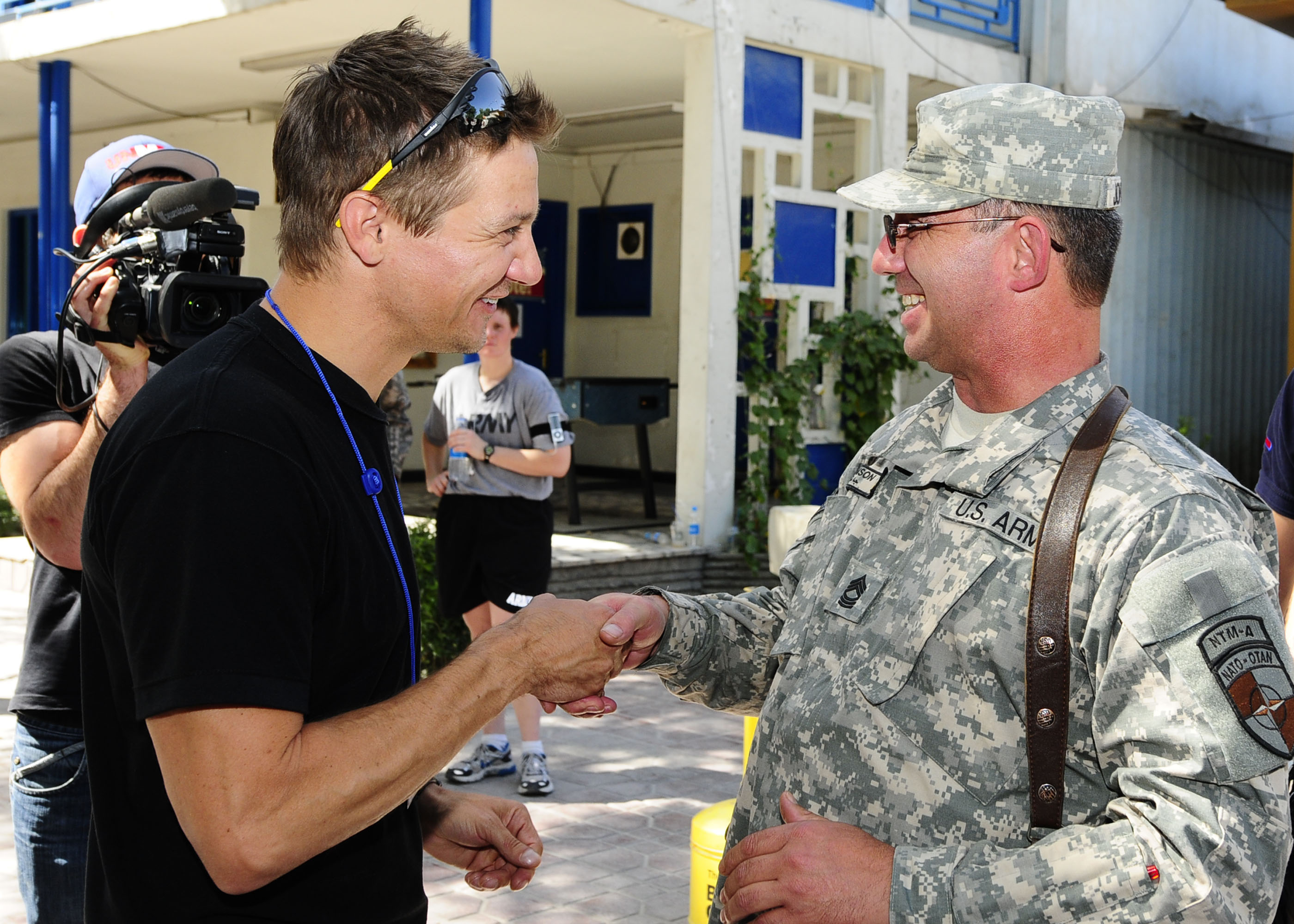
Jeremy Renner w Afganistanie (2010)

Jeremy Lee Renner (ur. 7 stycznia 1971 w Modesto) – amerykański aktor i muzyk, były charakteryzator, dwukrotnie nominowany do Oscara: za rolę pierwszoplanową w filmie The Hurt Locker. W pułapce wojny w 2009 roku oraz za rolę drugoplanową w filmie Miasto złodziei w 2010 roku.

## Życiorys

### Wczesne lata
Urodził się w Modesto w Kalifornii jako syn Valerie Cearley (z domu Tague) i Lee Rennera, który był menadżerem McHenry Bowl. Ma dwie siostry i jednego brata. Renner jest dalekim krewnym aktorki Jennifer Lawrence. Sami aktorzy nie byli świadomi swojego pokrewieństwa, aż do momentu opublikowania artykułu przez serwis Ancestry oraz magazyn „People”. Uczęszczał do Modesto Junior College. Zanim zajął się teatrem, zgłębiał dziedziny informatyki, kryminologii i psychologii.

### Kariera
Karierę rozpoczynał od grania charyzmatycznych antybohaterów. Grywał na deskach teatrów. W 1995 zadebiutował na kinowym ekranie w komedii Rozrabiaki w Waszyngtonie.
W 2002 za grę w filmie Dahmer został nominowany do nagrody Independent Spirit Awards. Rok później wystąpił w teledysku do piosenki Pink – „Trouble” (2003) jako szeryf, a także dreszczowcu S.W.A.T. Jednostka Specjalna (2003) u boku Colina Farrella i Samuela L. Jacksona. Następnie otrzymał angaże w filmach Daleka północ, 28 tygodni później czy Zabójstwo Jesse’ego Jamesa przez tchórzliwego Roberta Forda.
W 2008 otrzymał rolę w filmie The Hurt Locker. W pułapce wojny w reżyserii Kathryn Bigelow. W obrazie opowiadającym o służbie żołnierzy w będącym w stanie wojny Iraku, wcielił się w postać starszego sierżanta Williama Jamesa. Za rolę Renner otrzymał nominację do nagrody Independent Spirit Awards i nagrody Gildii Aktorów Filmowych dla najlepszego aktora pierwszoplanowego. Zdobył nagrodę Satelitę dla najlepszego aktora w filmie dramatycznym.
2 lutego 2010 otrzymał nominację do Oscara dla najlepszego aktora pierwszoplanowego za rolę w filmie The Hurt Locker. W pułapce wojny. Rok później aktor grał drugoplanową postać w filmie Bena Afflecka Miasto złodziei, za który otrzymał swoją drugą nominację do Oscara.
Wziął udział w sesji zdjęciowej dla magazynów: „Men’s Health”, „Esquire”, „Details”, „GQ”, „Entertainment Weekly” i „Vanity Fair”.

## Życie prywatne
W latach 2014–2015 był żonaty z Sonni Pacheco, z którą ma córkę Avę Berlin (ur. 2013).
1 stycznia 2023 Renner trafił do szpitala po wypadku podczas odśnieżania w swojej rezydencji na obszarach wiejskich na terenie jego posesji przy autostradzie Mt. Rose Highway w stanie Nevada. Został przetransportowany helikopterem do miejscowego szpitala. Obrażenia były bardzo poważne, a stan aktora określany był jako „krytyczny, ale stabilny”.

## Filmografia

### Filmy fabularne
- 1995: Rozrabiaki w Waszyngtonie (Senior Trip) jako Mark ‘Dags’ D’Agastino
- 1996: Skradziona młodość (A Friend’s Betrayal) jako Gulliver
- 1996: Paper Dragons jako Jack
- 1997: Złowieszcze sny (A Nightmare Come True) jako Steven Zam
- 2001: Fish in a Barrel jako Remy
- 2002: Dahmer jako Jeffrey Dahmer
- 2002: Małpia miłość (Monkey Love) jako Dil
- 2003: S.W.A.T. Jednostka Specjalna (S.W.A.T.) jako Brian Gamble
- 2004: The Heart Is Deceitful Above All Things jako Emerson
- 2005: Neo Ned jako Ned
- 2005: Daleka północ (North Country) jako Bobby Sharp
- 2005: Mała podróż do nieba (A Little Trip to Heaven) jako Fred
- 2005: 12 lat i koniec (Twelve and Holding) jako Gus Maitland
- 2005: Królowie Dogtown (Lords of Dogtown) jako Menadżer Jaya Adamsa (niewymieniony w czołówce)
- 2006: Love Comes to the Executioner jako Chick Prigusivac
- 2007: Zabójstwo Jesse’ego Jamesa przez tchórzliwego Roberta Forda (The Assassination of Jesse James by the Coward Robert Ford) jako Wood Hite
- 2007: 28 tygodni później (28 Weeks Later) jako Doyle
- 2007: Chwila (Take) jako Saul
- 2008: The Hurt Locker. W pułapce wojny (The Hurt Locker) jako starszy sierżant sztabowy William James
- 2009: Genialny Wynalazek (Lightbulb / Ingenious) jako Sam
- 2010: Miasto złodziei (The Town) jako James „Jem” Coughlin
- 2011: Thor jako Clint Barton / Hawkeye (niewymieniony w czołówce)
- 2011: Mission: Impossible – Ghost Protocol jako Brandt
- 2012: Dziedzictwo Bourne’a (The Bourne Legacy) jako Aaron Cross
- 2012: Avengers (The Avengers) jako Clint Barton / Hawkeye
- 2013: Imigrantka (The Immigrant) jako Magik Orlando / Emil
- 2013: American Hustle: Jak się skubie w Ameryce (American Hustle) jako Carmine Polito
- 2013: Hansel i Gretel: Łowcy czarownic (Hansel and Gretel: Witch Hunters) jako Hansel
- 2014: Wyrok za prawdę (Kill The Messenger) jako Gary Webb
- 2015: Mission: Impossible – Rogue Nation jako Brandt
- 2015: Avengers: Czas Ultrona (The Avengers: Age of Ultron) jako Clint Barton / Hawkeye
- 2016: Nowy początek jako Ian Donnelly
- 2016: Kapitan Ameryka: Wojna bohaterów (Captain America: Civil War) jako Clint Barton / Hawkeye
- 2017: Dom wygranych jako Tommy
- 2017: Wind River. Na przeklętej ziemi jako Cory Lambert
- 2018: Berek (Tag) jako Jerry Pierce
- 2019: Avengers: Koniec gry jako Clint Barton / Hawkeye
- 2019: Śnieżna paczka jako Swifty (głos)

### Seriale telewizyjne
- 1995: Deadly Games jako Tod
- 1996: Dziwny traf (Strange Luck) jako Jojo Picard
- 1999: A życie kołem się toczy (Time of Your Life) jako Taylor
- 1999: System (The Net) jako Ted Nida
- 1999: Zoe i przyjaciele (Zoe, Duncan, Jack & Jane) jako Jack
- 2000: Anioł ciemności (Angel) jako Penn
- 2001: CSI: Kryminalne zagadki Las Vegas (CSI: Crime Scene Investigation) jako Roger Jennings
- 2007: Dr House (House, M.D.) jako Jimmy Quidd
- 2008: The Oaks jako Dan
- 2009: Komisariat drugi (The Unusuals) jako detektyw James Walsh
- 2019: A gdyby…? jako Clint Barton / Hawkeye
- 2021: Hawkeye jako Clint Barton / Hawkeye
- 2021–2022: Mayor of Kingstown jako Mike McLusky